# Samuel Launay
Samuel Launay (20 de septiembre de 1981) es un deportista francés que compitió en vela en la clase RS:X. Ganó una medalla de bronce en el Campeonato Europeo de RS:X de 2009.

## Palmarés internacional
| \| Campeonato Europeo \| Campeonato Europeo \| Campeonato Europeo \| Campeonato Europeo \| \| Año \| Lugar \| Medalla \| Clase \| \| ------------------ \| ------------------ \| ------------------ \| ------------------ \| \| 2009 \| Tel-Aviv (Israel) \| Medalla de bronce \| RS:X \| |                   |                   |       |
| Campeonato Europeo |                   |                   |       |
| Año | Lugar             | Medalla           | Clase |
| 2009 | Tel-Aviv (Israel) | Medalla de bronce | RS:X  |